# محطة قطار كرمئيل

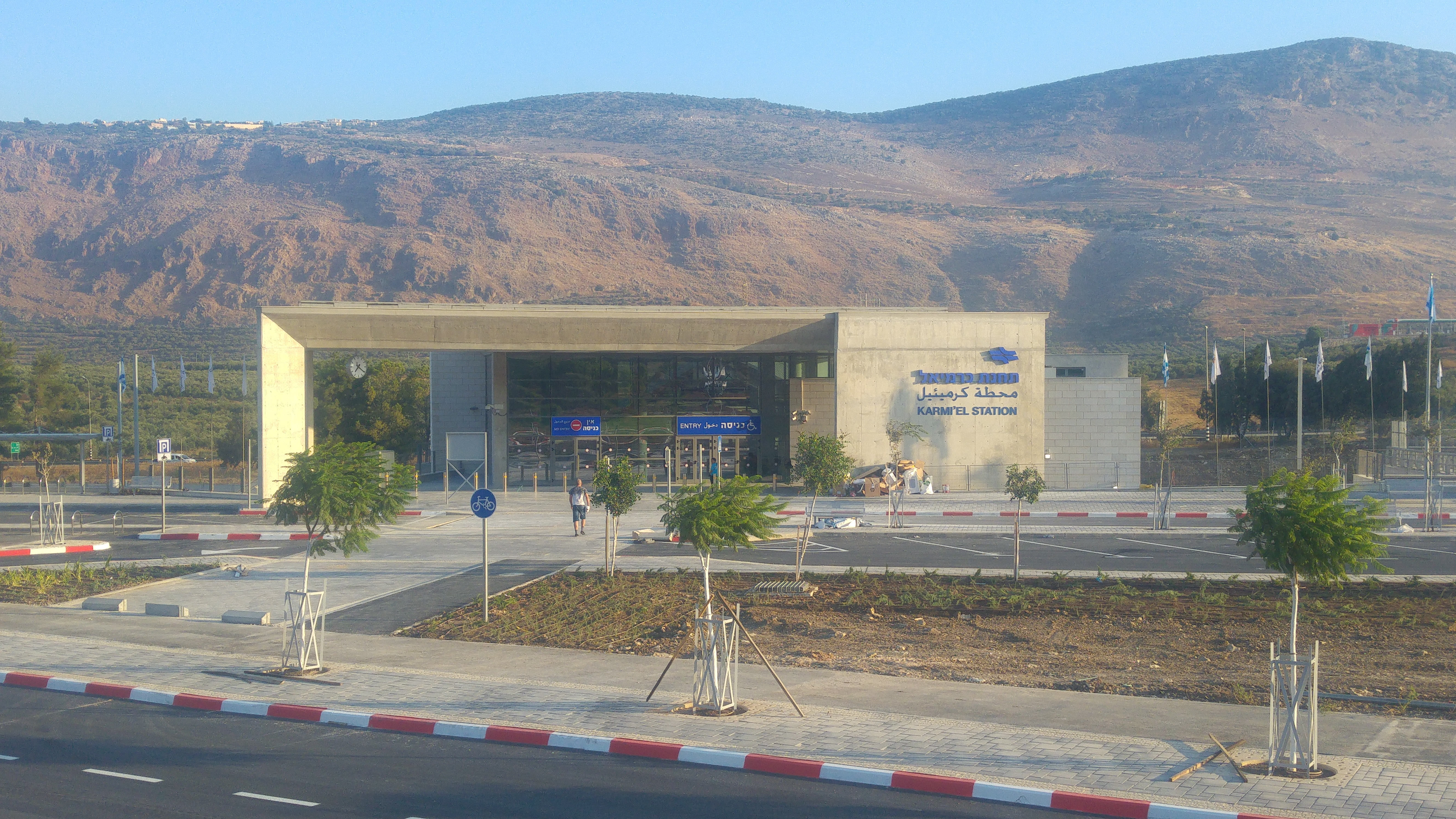
محطة قطار كرمئيل عشية افتتاحها، سبتمبر 2017

محطة قطار كرمئيل (بالعبرية: תחנת הרכבת כרמיאל) هي محطة قطار للركاب على سكة حديد عكا - كرمئيل في شبكة خطوط السكك الحديدية الإسرائيلية وتخدم مدينة كرمئيل ومنطقتها شمالي إسرائيل.
تعد محطة كرمئيل المحطة النهائية على خط كرمئيل - بئر السبع (مركز) وكرمئيل - حيفا (حوف هكرمل). في المستقبل من المخطط تمديد سكة الحديد من كرميئيل إلى روش بينا وكريات شمونة، وبناء محطة شحن في المنطقة الصناعية في كرمئيل ومحطة ركاب في مفرق حنَنْيا لتخدم منطقة ميرون.
تقع المحطة بالقرب من مفرق كرمئيل وبالقرب من محطة حافلات كرمئيل المركزية، مما ينتج عنه معبر نقل متواصل وسلس. افتتحت المحطة في 20 سبتمبر 2017.